# Heinrich Kessemeier
Friedrich Heinrich Kessemeier (* 23. Oktober 1876; † nach 1944) war ein deutscher Verlagsbuchhändler und Bundespräsident des Deutschen Fichte-Bundes e. V.

## Leben
Kessemeier war Verlagsbuchhändler in Hamburg und verfasste auch einige eigene Werke.

## Werke (Auswahl)
- Fortsetzung des Lebens nach dem Tode. Hamburg 1919.
- Das andere Antlitz des Todes. Hamburg 1929.
- (Hrsg.): Der Feldzug mit der andern Waffe. Hamburg o. J. (1940).